# Campeonato Brasileiro de Futebol de 1988 - Série B
O Campeonato Brasileiro Série B de 1988, originalmente nomeado de Divisão Especial pela CBF, foi a nona edição da segunda divisão do futebol brasileiro, disputado por 24 equipes, A Internacional de Limeira se consagrou campeã do torneio.

## Regulamento
A Divisão Especial de 1988 contou com 24 clubes participantes.[carece de fontes?] Nessa edição os jogos empatados eram decididos nos pênaltis, vitória nos pênaltis valia dois pontos, derrota nos pênaltis valia um ponto e a vitória no tempo normal valia três pontos. 
Primeira Fase
Os 24 clubes foram divididos em 4 grupos com 6 integrantes cada jogando em ida e volta. Os 4 maiores pontuadores de cada grupo avançam à Segunda Fase
Segunda Fase
Os 16 classificados são divididos novamente em 4 grupos, dessa vez de 4 componentes. Os jogos são de ida e volta com os dois maiores pontuadores de cada grupo se classificando.
Terceira Fase
Os 8 clubes classificados na Segunda Fase agora são divididos em 2 grupos de 4 clubes, novamente jogando em ida e volta com os 2 melhores de cada grupo avançando.
Quarta Fase
Os 4 clubes classificados na Terceira Fase foram reunidos num Quadrangular com jogos de ida e volta. Os dois clubes com maior pontuação conquistam o acesso à Primeira Divisão de 1989 e garantem vaga na final.
Final
A final foi disputada em jogo único na casa do clube de melhor campanha. 

### Rebaixamento
O último colocado de cada grupo da Primeira Fase é automaticamente rebaixado para a Terceira Divisão de 1989.

### Critérios de Desempate
- a) Maior número de vitórias;
- b) Maior saldo de gols;
- c) Maior número de gols feitos;
- d) Confronto direto (apenas entre duas equipes);
- e) Sorteio.

## Participantes
| Time                | Cidade                | UF                      | Estádio                                         | Capacidade | Part. |
| ------------------- | --------------------- | ----------------------- | ----------------------------------------------- | ---------- | ----- |
| América-MG          | Belo Horizonte        | Minas Gerais            | Estádio Governador Magalhães Pinto(Mineirão)    | 50.000     | 08    |
| Americano           | Campos dos Goytacazes | Rio de Janeiro          | Estádio Godofredo Cruz                          | 12.000     | 07    |
| Atlético Goianiense | Goiânia               | Goiás                   | Estádio Serra Dourada                           | 45.000     | 03    |
| Avaí                | Florianópolis         | Santa Catarina          | Estádio Aderbal Ramos da Silva(Ressacada)       | 17.800     | 04    |
| Botafogo-SP         | Ribeirão Preto        | São Paulo               | Estádio Santa Cruz                              | 29.000     | 05    |
| Catuense            | Catu                  | Bahia                   | Estádio Antonio Carneiro                        | 8.000      | 04    |
| Caxias              | Caxias do Sul         | Rio Grande do Sul       | Estádio Francisco Stédile(Centenário)           | 22.100     | 02    |
| Ceará               | Fortaleza             | Ceará                   | Estádio Governador Plácido Castelo(Castelão)    | 60.500     | 04    |
| Central             | Caruaru               | Pernambuco              | Estádio Luiz José de Lacerda                    | 19.500     | 09    |
| Fluminense de Feira | Feira de Santana      | Bahia                   | Estádio Alberto Oliveira(Joia da Princesa)      | 16.200     | 04    |
| Grêmio Maringá      | Maringá               | Paraná                  | Estádio Regional Willie Davids                  | 21.600     | 04    |
| Internacional-SP    | Limeira               | São Paulo               | Estádio Major José Levy Sobrinho                | 40.000     | 03    |
| Joinville           | Joinville             | Santa Catarina          | Estádio Ernesto Schlemm Sobrinho                | 12.000     | 03    |
| Juventude           | Caxias do Sul         | Rio Grande do Sul       | Estádio Alfredo Jaconi                          | 20.000     | 03    |
| Juventus            | São Paulo             | São Paulo               | Estádio Conde Rodolfo Crespi(Rua Javari)        | 8.000      | 06    |
| Londrina            | Londrina              | Paraná                  | Estádio do Café                                 | 30.000     | 05    |
| Náutico             | Recife                | Pernambuco              | Estádio Eládio de Barros Carvalho(Aflitos)      | 22.800     | 03    |
| Operário            | Campo Grande          | Mato Grosso do Sul      | Estádio Universitário Pedro Pedrossian(Morenão) | 32.000     | 03    |
| Pelotas             | Pelotas               | Rio Grande do Sul       | Estádio Boca do Lobo                            | 23.200     | 01    |
| Ponte Preta         | Campinas              | São Paulo               | Estádio Moisés Lucarelli                        | 17.700     | 02    |
| Rio Branco          | Vitória               | Espírito Santo (estado) | Estádio Kleber Andrade                          | 21.000     | 03    |
| Treze               | Campina Grande        | Paraíba                 | Estádio Governador Ernani Sátyro(Amigão)        | 19.000     | 06    |
| Uberlândia          | Uberlândia            | Minas Gerais            | Estádio Municipal Parque do Sabiá               | 52.000     | 05    |
| Valeriodoce         | Itabira               | Minas Gerais            | Estádio Israel Pinheiro                         | 8.500      | 01    |

- Part. - Participações

### Por Federação
| Clubes | Federação               |
| ------ | ----------------------- |
| 4      | SP                      |
| 3      | MG e RS,                |
| 2      | BA, PE, PR e SC         |
| 1      | CE, ES, GO, MS, PB e RJ |

## Primeira Fase
|  | Times Classificados para a Segunda Fase |

| PG – Pontos ganhos; J – Jogos; V - Vitória; VP - Vitória nos pênaltis; E - Empates; D - Derrotas; GF – gols a favor; GC – gols contra; SG – Saldo de gols |

### Grupo C
| Time | Time                | PG | J  | V | VP | E | D | GP | GC | SG |
| ---- | ------------------- | -- | -- | - | -- | - | - | -- | -- | -- |
| 1    | Náutico             | 21 | 10 | 6 | 1  | 1 | 2 | 12 | 5  | +7 |
| 2    | Fluminense de Feira | 21 | 10 | 4 | 3  | 3 | 0 | 10 | 4  | +6 |
| 3    | Catuense            | 18 | 10 | 4 | 2  | 2 | 2 | 15 | 12 | +3 |
| 4    | Ceará               | 11 | 10 | 2 | 2  | 1 | 5 | 6  | 12 | -6 |
| 5    | Central             | 11 | 10 | 1 | 3  | 2 | 4 | 3  | 8  | -5 |
| 6    | Treze               | 8  | 10 | 1 | 1  | 3 | 5 | 7  | 12 | -5 |

### Grupo D
| Time | Time          | PG | J  | V | VP | E | D | GP | GC | SG  |
| ---- | ------------- | -- | -- | - | -- | - | - | -- | -- | --- |
| 1    | Ponte Preta   | 18 | 10 | 4 | 2  | 2 | 2 | 13 | 7  | +6  |
| 2    | Americano     | 18 | 10 | 4 | 1  | 4 | 1 | 14 | 9  | +5  |
| 3    | América-MG    | 18 | 10 | 4 | 2  | 2 | 2 | 10 | 6  | +4  |
| 4    | Valeriodoce   | 17 | 10 | 4 | 2  | 1 | 3 | 12 | 10 | +2  |
| 5    | Juventus      | 12 | 10 | 2 | 2  | 2 | 4 | 9  | 9  | 0   |
| 6    | Rio Branco-ES | 7  | 10 | 1 | 2  | 0 | 7 | 6  | 23 | -17 |

### Grupo E
| Time | Time                | PG | J  | V | VP | E | D | GP | GC | SG |
| ---- | ------------------- | -- | -- | - | -- | - | - | -- | -- | -- |
| 1    | Internacional-SP    | 22 | 10 | 5 | 3  | 1 | 1 | 11 | 6  | +5 |
| 2    | Botafogo-SP         | 16 | 10 | 4 | 1  | 2 | 3 | 10 | 8  | +2 |
| 3    | Atlético Goianiense | 15 | 10 | 4 | 0  | 3 | 3 | 17 | 13 | +4 |
| 4    | Operário            | 15 | 10 | 3 | 2  | 2 | 3 | 14 | 13 | +1 |
| 5    | Grêmio Maringá      | 14 | 10 | 3 | 2  | 1 | 4 | 7  | 13 | -6 |
| 6    | Uberlândia          | 8  | 10 | 1 | 2  | 1 | 6 | 9  | 15 | -6 |

### Grupo F
| Time | Time      | PG | J  | V | VP | E | D | GP | GC | SG |
| ---- | --------- | -- | -- | - | -- | - | - | -- | -- | -- |
| 1    | Joinville | 22 | 10 | 4 | 4  | 2 | 0 | 16 | 9  | +7 |
| 2    | Caxias    | 18 | 10 | 4 | 2  | 2 | 2 | 13 | 11 | +2 |
| 3    | Avaí      | 15 | 10 | 3 | 1  | 4 | 2 | 10 | 6  | +4 |
| 4    | Juventude | 13 | 10 | 3 | 2  | 0 | 5 | 6  | 10 | -4 |
| 5    | Londrina  | 12 | 10 | 3 | 1  | 1 | 5 | 8  | 13 | -5 |
| 6    | Pelotas   | 10 | 10 | 2 | 1  | 2 | 5 | 7  | 11 | -4 |

## Segunda Fase
|  | Times Classificados para a Segunda Fase |

| PG – Pontos ganhos; J – Jogos; V - Vitória; VP - Vitória nos pênaltis; E - Empates; D - Derrotas; GF – gols a favor; GC – gols contra; SG – Saldo de gols |

### Grupo G
| Time | Time        | PG | J | V | VP | E | D | GP | GC | SG |
| ---- | ----------- | -- | - | - | -- | - | - | -- | -- | -- |
| 1    | Operário    | 15 | 6 | 5 | 0  | 0 | 1 | 9  | 4  | +5 |
| 2    | Caxias      | 13 | 6 | 4 | 0  | 1 | 1 | 10 | 4  | +6 |
| 3    | Botafogo-SP | 6  | 6 | 1 | 1  | 1 | 3 | 5  | 7  | -2 |
| 4    | Juventude   | 2  | 6 | 0 | 1  | 0 | 5 | 2  | 11 | -9 |

### Grupo H
| Time | Time                | PG | J | V | VP | E | D | GP | GC | SG |
| ---- | ------------------- | -- | - | - | -- | - | - | -- | -- | -- |
| 1    | Internacional-SP    | 14 | 6 | 4 | 1  | 0 | 1 | 11 | 6  | +5 |
| 2    | Joinville           | 10 | 6 | 3 | 0  | 1 | 2 | 5  | 4  | +1 |
| 3    | Avaí                | 6  | 6 | 2 | 0  | 0 | 4 | 8  | 10 | -2 |
| 4    | Atlético Goianiense | 6  | 6 | 2 | 0  | 0 | 4 | 6  | 10 | -4 |

### Grupo I
| Time | Time                | PG | J | V | VP | E | D | GP | GC | SG |
| ---- | ------------------- | -- | - | - | -- | - | - | -- | -- | -- |
| 1    | Ponte Preta         | 9  | 4 | 3 | 0  | 0 | 1 | 5  | 3  | +2 |
| 2    | Americano           | 6  | 4 | 2 | 0  | 0 | 2 | 3  | 3  | 0  |
| 3    | Fluminense de Feira | 3  | 4 | 1 | 0  | 0 | 3 | 2  | 4  | -2 |
| 4    | Ceará               | 0  | 0 | 0 | 0  | 0 | 0 | 0  | 0  | 0  |

### Grupo J
| Time | Time        | PG | J | V | VP | E | D | GP | GC | SG |
| ---- | ----------- | -- | - | - | -- | - | - | -- | -- | -- |
| 1    | Náutico     | 13 | 6 | 4 | 0  | 1 | 1 | 9  | 7  | +2 |
| 2    | Valeriodoce | 13 | 6 | 3 | 2  | 0 | 1 | 7  | 5  | +2 |
| 3    | América-MG  | 9  | 6 | 3 | 0  | 0 | 3 | 7  | 4  | +3 |
| 4    | Catuense    | 1  | 6 | 0 | 0  | 1 | 5 | 4  | 11 | -7 |

## Terceira Fase
|  | Times Classificados para a Segunda Fase |

| PG – Pontos ganhos; J – Jogos; V - Vitória; VP - Vitória nos pênaltis; E - Empates; D - Derrotas; GF – gols a favor; GC – gols contra; SG – Saldo de gols |

### Grupo K
| Time | Time             | PG | J | V | VP | E | D | GP | GC | SG |
| ---- | ---------------- | -- | - | - | -- | - | - | -- | -- | -- |
| 1    | Internacional-SP | 15 | 6 | 4 | 1  | 1 | 0 | 15 | 6  | +9 |
| 2    | Náutico          | 13 | 6 | 3 | 2  | 0 | 1 | 11 | 8  | +3 |
| 3    | Valeriodoce      | 4  | 6 | 1 | 0  | 1 | 4 | 9  | 13 | -4 |
| 4    | Operário         | 4  | 6 | 0 | 1  | 2 | 3 | 3  | 11 | -8 |

### Grupo L
| Time | Time        | PG | J | V | VP | E | D | GP | GC | SG |
| ---- | ----------- | -- | - | - | -- | - | - | -- | -- | -- |
| 1    | Americano   | 11 | 6 | 3 | 0  | 2 | 1 | 6  | 6  | 0  |
| 2    | Ponte Preta | 10 | 6 | 2 | 2  | 0 | 2 | 8  | 6  | +2 |
| 3    | Joinville   | 9  | 6 | 2 | 1  | 1 | 2 | 6  | 7  | -1 |
| 4    | Caxias      | 6  | 6 | 2 | 0  | 0 | 4 | 8  | 9  | -1 |

## Quarta Fase
|  | Times Classificados para a Segunda Fase |

| PG – Pontos ganhos; J – Jogos; V - Vitória; VP - Vitória nos pênaltis; E - Empates; D - Derrotas; GF – gols a favor; GC – gols contra; SG – Saldo de gols |

### Grupo M
| Time | Time             | PG | J | V | VP | E | D | GP | GC | SG |
| ---- | ---------------- | -- | - | - | -- | - | - | -- | -- | -- |
| 1    | Internacional-SP | 12 | 6 | 2 | 3  | 0 | 1 | 7  | 6  | +1 |
| 2    | Náutico          | 11 | 6 | 2 | 2  | 1 | 1 | 6  | 5  | +1 |
| 3    | Ponte Preta      | 11 | 6 | 3 | 0  | 2 | 1 | 10 | 6  | +4 |
| 4    | Americano        | 2  | 6 | 0 | 0  | 2 | 4 | 2  | 8  | -6 |

## Final
| 11 de fevereiro de 1989 | Internacional-SP   | 2 – 1 | Náutico | Limeirão, Limeira SP |
|                         | Machado · Silvinho |       | Newton  | Público: 12,325      |

## Classificação
| Tabela de classificação | Tabela de classificação | Tabela de classificação | Tabela de classificação | Tabela de classificação | Tabela de classificação | Tabela de classificação | Tabela de classificação | Tabela de classificação | Tabela de classificação |
| Time | Time                    | PG                      | J                       | V                       | E                       | D                       | GP                      | GC                      | SG                      |
| --- | ----------------------- | ----------------------- | ----------------------- | ----------------------- | ----------------------- | ----------------------- | ----------------------- | ----------------------- | ----------------------- |
| 1 | Internacional-SP        | 66                      | 29                      | 16                      | 10                      | 3                       | 46                      | 25                      | +21                     |
| 2 | Náutico                 | 58                      | 29                      | 15                      | 8                       | 6                       | 39                      | 27                      | +12                     |
| 3 | Ponte Preta             | 48                      | 26                      | 12                      | 8                       | 6                       | 36                      | 22                      | +14                     |
| 4 | Americano               | 37                      | 26                      | 9                       | 9                       | 8                       | 25                      | 26                      | -1                      |
| 5 | Joinville               | 41                      | 22                      | 9                       | 9                       | 4                       | 27                      | 20                      | +7                      |
| 6 | Caxias                  | 37                      | 22                      | 10                      | 5                       | 7                       | 31                      | 24                      | +7                      |
| 7 | Valeriodoce             | 34                      | 22                      | 8                       | 6                       | 8                       | 28                      | 28                      | 0                       |
| 8 | Operário-MS             | 34                      | 22                      | 8                       | 7                       | 7                       | 26                      | 28                      | -2                      |
| 9 | América-MG              | 27                      | 16                      | 7                       | 4                       | 5                       | 17                      | 10                      | +10                     |
| 10 | Fluminense de Feira     | 24                      | 14                      | 5                       | 6                       | 3                       | 12                      | 8                       | +4                      |
| 11 | Botafogo-SP             | 22                      | 16                      | 5                       | 5                       | 6                       | 15                      | 15                      | 0                       |
| 12 | Avaí                    | 21                      | 16                      | 5                       | 5                       | 6                       | 18                      | 16                      | +2                      |
| 13 | Atlético Goianiense     | 21                      | 16                      | 6                       | 3                       | 7                       | 23                      | 23                      | 0                       |
| 14 | Catuense                | 19                      | 16                      | 4                       | 5                       | 7                       | 19                      | 23                      | +4                      |
| 15 | Juventude               | 15                      | 16                      | 3                       | 3                       | 10                      | 8                       | 21                      | -13                     |
| 16 | Ceará                   | 11                      | 10                      | 2                       | 3                       | 5                       | 6                       | 12                      | -6                      |
| 17 | Grêmio Maringá          | 14                      | 10                      | 3                       | 3                       | 4                       | 7                       | 13                      | -6                      |
| 18 | Londrina                | 12                      | 10                      | 3                       | 2                       | 5                       | 8                       | 13                      | -5                      |
| 19 | Juventus                | 12                      | 10                      | 2                       | 4                       | 4                       | 9                       | 9                       | 0                       |
| 20 | Central                 | 11                      | 10                      | 1                       | 5                       | 4                       | 3                       | 8                       | -5                      |
| 21 | Pelotas                 | 10                      | 10                      | 2                       | 3                       | 5                       | 8                       | 12                      | -4                      |
| 22 | Treze                   | 8                       | 10                      | 1                       | 4                       | 5                       | 7                       | 12                      | -7                      |
| 23 | Uberlândia              | 8                       | 10                      | 1                       | 3                       | 6                       | 9                       | 15                      | -6                      |
| 24 | Rio Branco-ES           | 7                       | 10                      | 1                       | 2                       | 7                       | 6                       | 23                      | -17                     |
| PG – Pontos ganhos; J – Jogos disputados; V - Vitórias; E - Empates; D - Derrotas; GP – Gols pró; GC – Gols contra; SG – Saldo de gols |                         |                         |                         |                         |                         |                         |                         |                         |                         |

Classificação
|  |                                            |
|  | Campeão e promovido a Série A de 1989      |
|  | Vice-campeão e promovido a Série A de 1989 |

## Campeão
| Campeão Brasileiro de 1988 (Série B) |
| São Paulo                            |
| ------------------------------------ |
| Internacional-SP (1º título)         |